# Landtags- und Gemeinderatswahlkreis Währing
Der Wahlkreis Währing ist ein Wahlkreis in Wien, der den Wiener Gemeindebezirk Währing umfasst. Bei der Landtags- und Gemeinderatswahl 2015 waren im Wahlkreis Währing 31.643 Personen wahlberechtigt, wobei bei der Wahl die Sozialdemokratische Partei Österreichs (SPÖ) mit 33,96 % als stärkste Partei hervorging. Die SPÖ erreichte als einzige Partei eines der drei möglichen Grundmandate.

## Wahlergebnisse
| Landtags- und Gemeinderatswahlen im Wahlkreis Währing | Landtags- und Gemeinderatswahlen im Wahlkreis Währing | Landtags- und Gemeinderatswahlen im Wahlkreis Währing | Landtags- und Gemeinderatswahlen im Wahlkreis Währing | Landtags- und Gemeinderatswahlen im Wahlkreis Währing | Landtags- und Gemeinderatswahlen im Wahlkreis Währing | Landtags- und Gemeinderatswahlen im Wahlkreis Währing | Landtags- und Gemeinderatswahlen im Wahlkreis Währing | Landtags- und Gemeinderatswahlen im Wahlkreis Währing |
| Wahltermin                                            | GM                                                    |                                                       | SPÖ                                                   | ÖVP                                                   | FPÖ                                                   | GRÜNE                                                 | LIF/NEOS                                              | Sonstige                                              |
| ----------------------------------------------------- | ----------------------------------------------------- | ----------------------------------------------------- | ----------------------------------------------------- | ----------------------------------------------------- | ----------------------------------------------------- | ----------------------------------------------------- | ----------------------------------------------------- | ----------------------------------------------------- |
| 8. Oktober 1978                                       |                                                       | Stimmenanteile (%)                                    | 38,78                                                 | 51,62                                                 | 8,30                                                  | –                                                     | –                                                     | 1,30                                                  |
| 8. Oktober 1978                                       | 3                                                     | Grundmandate                                          | 1                                                     | 2                                                     | 0                                                     | –                                                     | –                                                     | 0                                                     |
| 24. April 1983                                        |                                                       | Stimmenanteile (%)                                    | 37,28                                                 | 51,64                                                 | 6,32                                                  | 2,76                                                  | –                                                     | 2,01                                                  |
| 24. April 1983                                        | 3                                                     | Grundmandate                                          | 1                                                     | 2                                                     | 0                                                     | 0                                                     | –                                                     | 0                                                     |
| 18. November 1987                                     |                                                       | Stimmenanteile (%)                                    | 36,41                                                 | 45,72                                                 | 10,39                                                 | 5,23                                                  | –                                                     | 2,25                                                  |
| 18. November 1987                                     | 3                                                     | Grundmandate                                          | 1                                                     | 1                                                     | 0                                                     | 0                                                     | –                                                     | 0                                                     |
| 10. November 1991                                     |                                                       | Stimmenanteile (%)                                    | 32,84                                                 | 30,48                                                 | 21,89                                                 | 11,80                                                 | –                                                     | 2,98                                                  |
| 10. November 1991                                     | 3                                                     | Grundmandate                                          | 1                                                     | 1                                                     | 0                                                     | 0                                                     | –                                                     | 0                                                     |
| 13. Oktober 1996                                      |                                                       | Stimmenanteile (%)                                    | 26,68                                                 | 26,77                                                 | 23,07                                                 | 10,46                                                 | 11,21                                                 | 1,81                                                  |
| 13. Oktober 1996                                      | 3                                                     | Grundmandate                                          | 1                                                     | 1                                                     | 0                                                     | 0                                                     | 0                                                     | 0                                                     |
| 25. März 2001                                         |                                                       | Stimmenanteile (%)                                    | 31,08                                                 | 28,41                                                 | 17,75                                                 | 17,63                                                 | 4,48                                                  | 0,65                                                  |
| 25. März 2001                                         | 3                                                     | Grundmandate                                          | 1                                                     | 1                                                     | 0                                                     | 0                                                     | 0                                                     | 0                                                     |
| 23. Oktober 2005                                      |                                                       | Stimmenanteile (%)                                    | 32,44                                                 | 33,01                                                 | 10,35                                                 | 22,02                                                 | –                                                     | 2,18                                                  |
| 23. Oktober 2005                                      | 3                                                     | Grundmandate                                          | 1                                                     | 1                                                     | 0                                                     | 0                                                     | –                                                     | 0                                                     |
| 10. Oktober 2010                                      |                                                       | Stimmenanteile (%)                                    | 33,56                                                 | 25,02                                                 | 16,86                                                 | 20,63                                                 | 1,29                                                  | 2,63                                                  |
| 10. Oktober 2010                                      | 3                                                     | Grundmandate                                          | 1                                                     | 1                                                     | 0                                                     | 0                                                     | 0                                                     | 0                                                     |
| 11. Oktober 2015                                      |                                                       | Stimmenanteile (%)                                    | 33,96                                                 | 16,73                                                 | 19,51                                                 | 18,23                                                 | 10,06                                                 | 1,51                                                  |
| 11. Oktober 2015                                      | 3                                                     | Grundmandate                                          | 1                                                     | 0                                                     | 0                                                     | 0                                                     | 0                                                     | 0                                                     |
| 11. Oktober 2020                                      |                                                       | Stimmenanteile (%)                                    |                                                       |                                                       |                                                       |                                                       |                                                       |                                                       |
| 11. Oktober 2020                                      | 3                                                     | Grundmandate                                          |                                                       |                                                       |                                                       |                                                       |                                                       |                                                       |